# U.K. Remixes
U.K. Remixes är ett remixalbum av den australiska sångerskan Dannii Minogue. 

## Spårlista
1. "Love and Kisses" (Full 12" version)
2. "Love and Kisses" (Acappella)
3. "Love and Kisses" (Edit)
4. "Love and Kisses" (Remix instrumental)
5. "Success" (Full mix)
6. "Success" (12" master)
7. "Success" (12" dub)
8. "True Lovers" (12" edit)